# يوم النهضة العمانية
يوم النهضة العمانية أو يوم النهضة المباركة هو عيد وطني تحتفل به سلطنة عمان سنويًّا في 23 يوليو، وهو اليوم الذي تولى فيه السلطان قابوس بن سعيد مقاليد الحكم في السلطنة في 23 يوليو 1970. يُعد هذا اليوم رمزًا للتطور والتحول الذي شهدته عُمان منذ ذلك الحين، ويحتفل به العمانيون بذكرى الإنجازات التنموية والثقافية.

## سبب التسمية
تسمية "يوم النهضة" في عمان تشير إلى تاريخ الثالث والعشرين من شهر يوليو، وهو اليوم الذي تولى فيه السلطان قابوس بن سعيد الحكم في عام 1970. يعتبر هذا اليوم رمزًا لبدء مرحلة جديدة من التطور والتحديث في البلاد.
تحت قيادته، شهدت سلطنة عمان تحولات كبيرة في مجالات التعليم، والصحة، والبنية التحتية، والاقتصاد، مما أدى إلى تحسين مستوى المعيشة وتقدم المجتمع العماني بشكل عام. لذا يُحتفل بهذا اليوم كتعبير عن الفخر بالإنجازات والتنمية التي حققتها البلاد.

## إنجازات النهضة العمانية
شهدت سلطنة عمان العديد منذ فجر النهضة تجربة متفردة في التقدم على المستويات السياسية والاقتصادية والاجتماعية والثقافية كافة وذلك بفضل الفكر الصائب والنظرة الحكيمة والثاقبة للسلطان قابوس بن سعيد رحمه الله في التعاطي مع الأمور والنظر إلى المستقبل، ومن الانجازات التي تحققت في بعض القطاعات من أبرزها : 

#### قطاع التعليم
- تأسيس المدارس: تم إنشاء عدد كبير من المدارس في جميع المناطق، مما ساهم في زيادة نسبة التعليم الأساسي والثانوي.
- التعليم العالي: تم تأسيس مؤسسات التعليم العالي مثل جامعة السلطان قابوس، والتي تُعتبر من أبرز الجامعات في المنطقة.
- التدريب المهني: إنشاء مراكز تدريب مهني لتلبية احتياجات سوق العمل، مما ساعد الشباب على اكتساب المهارات اللازمة.

#### قطاع الصحة
- تطوير الخدمات الصحية: تم بناء مستشفيات ومراكز صحية حديثة في جميع أنحاء البلاد، مما ساهم في تحسين مستوى الرعاية الصحية.
- البرامج الوقائية: إطلاق برامج تطعيم شاملة، مما ساعد في الحد من الأمراض المعدية.
- الكوادر الصحية: زيادة عدد الكوادر الطبية المؤهلة، وتوفير التدريب المستمر للأطباء والممرضين.

#### قطاع البنية التحتية
- شبكة الطرق: بناء وتطوير شبكة طرق حديثة تربط بين المدن والقرى، مما يسهل حركة النقل.
- المطارات والموانئ: تطوير مطارات دولية وموانئ بحرية لتعزيز التجارة والسياحة.
- المياه والكهرباء: توفير خدمات المياه والكهرباء بشكل شامل، بما في ذلك المناطق النائية. [4]